# Локалов, Александр Алексеевич
Александр Алексеевич Локалов (5 [17] октября 1831, Великое, Ярославская губерния — 16 [28] июля 1891) — крепостной крестьянин, предприниматель, фабрикант, основатель Гаврилов-Ямской льняной мануфактуры.

## Биография
Александр Локалов — старший сын великосельского крепостного крестьянина Алексея Васильевича Локалова. После смерти отца унаследовал большое торговое предприятие и прядильно-ткацкую фабрику при селе Гаврилов-Ям, в создании которой принимал активное участие при жизни отца.
Александр был лишён возможности получить хорошее образование, в дореформенной России детей крепостных крестьян не принимали в средние и высшие учебные заведения. В селе Великом в это время работала только приходская школа с двулетним курсом обучения.
Александр, будучи старшим ребёнком в семье, стал главным помощником отца. Во время частых отлучек отца Александр фактически руководил семейным предприятием, которое занималось всеми стадиями переработки льна. «Он был владельцем конторы, раздававшей пряжу кустарям, потом устроил свою механическую льнопрядильню, затем ткацкую фабрику, и постепенно довел её до весьма крупного состояния. Александр Алексеевич постоянно старался приблизить свою фабрику к лучшим европейским образцам и много времени уделял изучению тонкостей ткацкого дела на зарубежных мануфактурах, преимущественно в Ирландии».
17 февраля 1872 года у села Гаврилов-Ям начала работать механическая льнопрядильня с паровым двигателем, построенная Локаловыми. Документы на покупку земли и разрешение на строительство фабрики оформлялись на имя отца, который через два года умер. После смерти отца Александр Локалов значительно увеличил фабрику: в 1874 году было построено ткацкое производство, в 1875-м — расширена прядильная, в 1879-м — был построен новый ткацкий корпус, и ткацкое производство увеличилось в три раза. К 1881 году на фабрике Локалова работало 8768 прядильных веретён и 340 механических ткацких станков, рабочих было до 2500 человек.
Летом 1881 года в Ярославле Александр Локалов был представлен императору Александру III. Локалов, владевший к тому времени одной из крупнейших в России льняной мануфактурой, представился императору, как крестьянин села Великого. Это подтверждал академик Владимир Безобразов: «Весьма характерной чертою его (Локалова) личности служит то, что он остаётся официально в крестьянском сословии и не хочет променять его ни на какое другое звание»'.

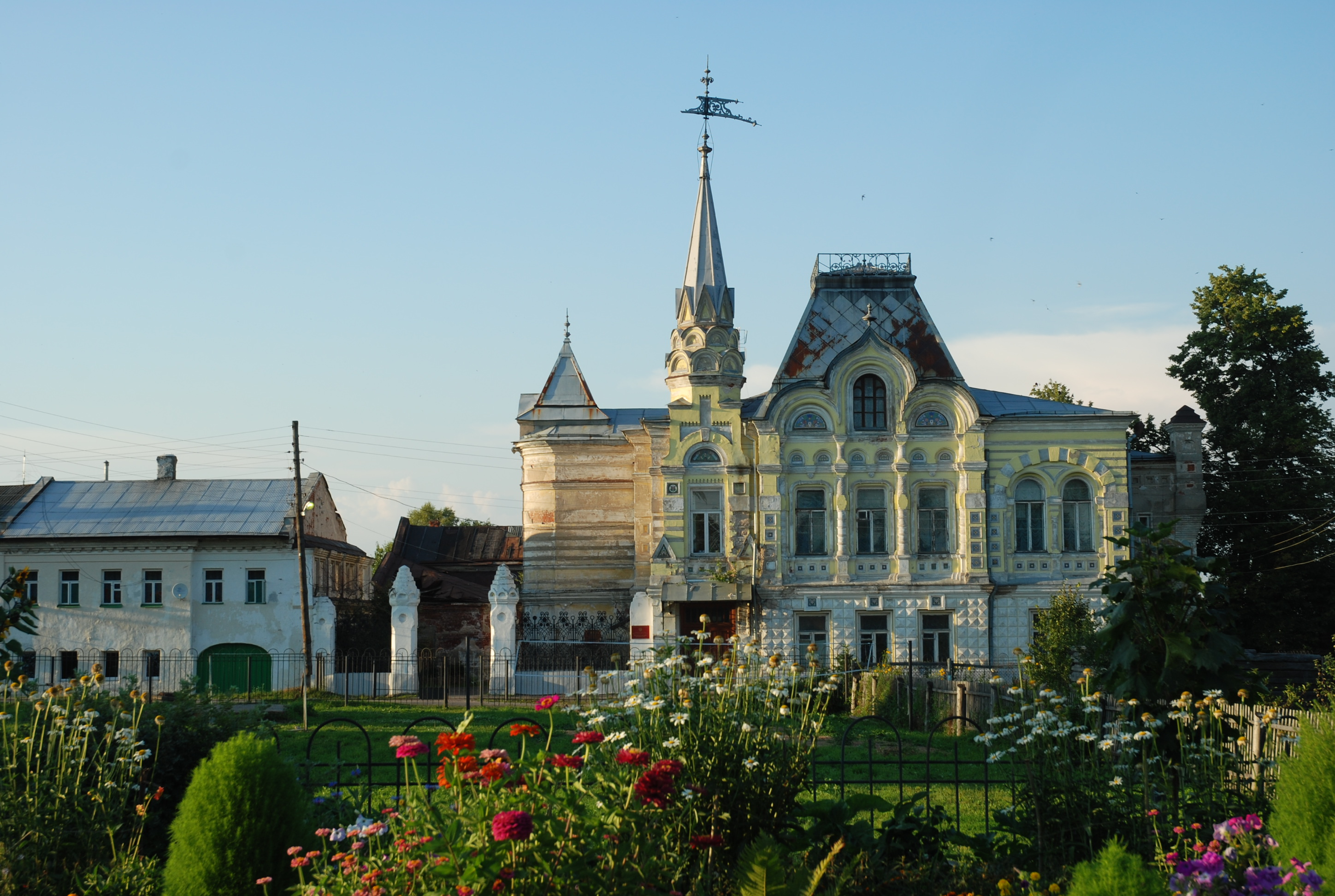
Дом Локалова в селе Великом, архитектор Фёдор Шехтель

Кроме развития производства, Локалов много внимания уделял условиям жизни рабочих. К 1880 году при фабрике в Гаврилов-Яме была построена хорошо оборудованная больница, началось строительство жилья для рабочих. Все рабочие были застрахованы от несчастных случаев в страховом обществе «Россия». Впоследствии при фабрике были построены ясли, богадельня и фабричная школа на 260 мальчиков и 200 девочек.
Профессор Андрей Исаев отмечал, что Локалов самостоятельно пришёл к выводу о необходимости участия работников в прибыли предприятия, и с 1878 года стал отчислять 2 % чистой прибыли на эти цели. В первый год это распространилось только на 16 человек служащих, в дальнейшем Локалов планировал постепенно привлечь к участию в прибыли всех рабочих.
Локалов тратил большие деньги на благотворительность и общественные проекты. В 1889 году Локалов пожертвовал 20 000 рублей на создание фермы для селекционной работы по выведению высоких сортов льна. В селе Великом Локалов содержал богадельню для 16 престарелых и ежегодно выделял пособие для 65 беднейших семей села.
Основной целью благотворительной деятельности Локалова было прекращение нищенства в селе Великом. Он понимал, что различные формы подаяния только усугубляли проблему. В 1890 году Локалов выступил инициатором создания благотворительного общества «Христианская помощь» и выразил готовность ежегодно жертвовать для него 5000 рублей, «как при жизни, так и после смерти». Общество «Христианская помощь» было создано в селе Великом в 1892 году, уже после смерти Александра Локалова. Кроме раздачи пособий для нуждающихся и содержания богадельни, при обществе был построен приют для детей со школой и ремесленными мастерскими, в которых дети из малообеспеченных семей обучались различным ремеслам.

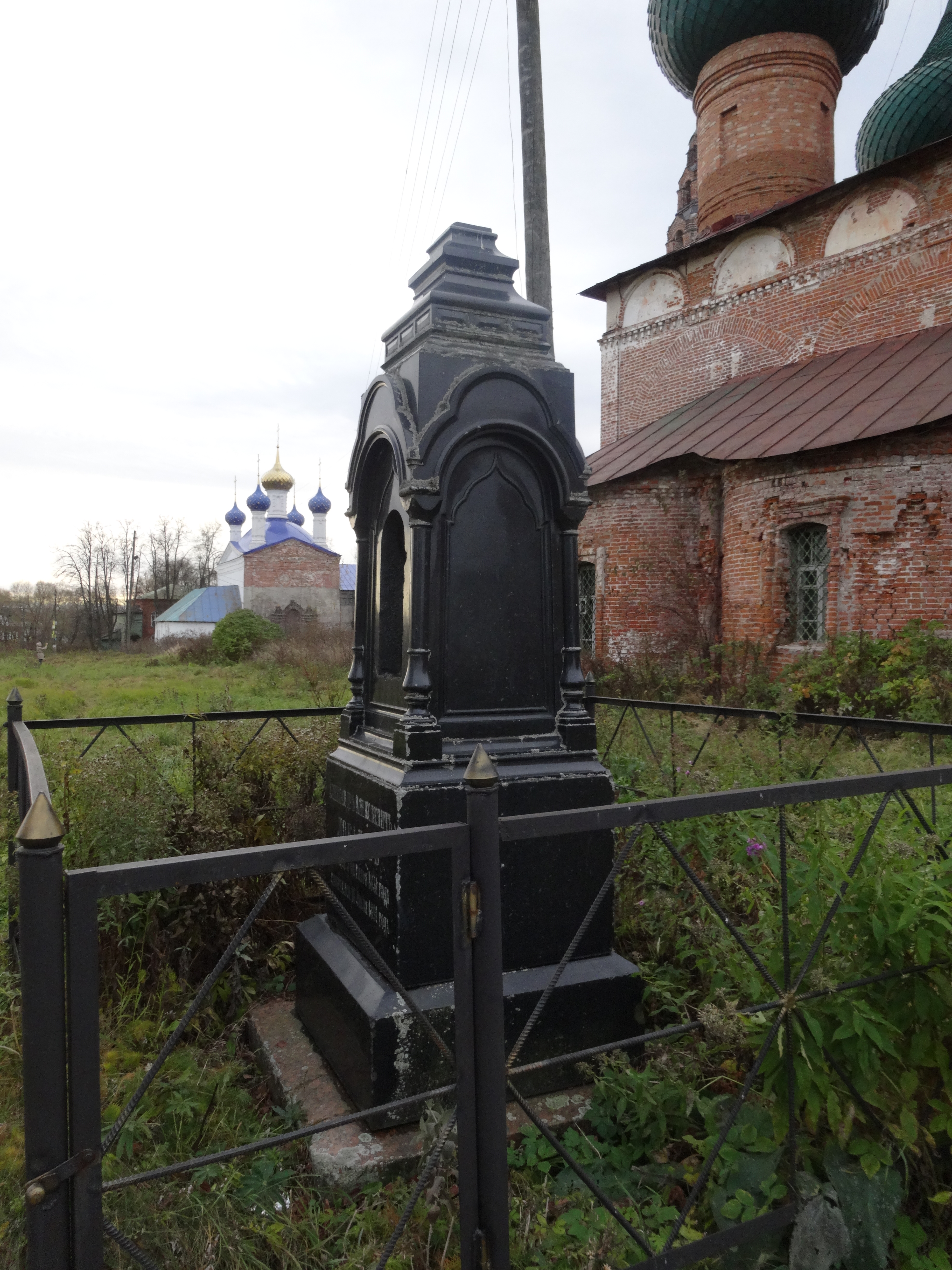
Могила Александра Локалова возле алтаря храма Рождества Богородицы в селе